# Syllis sexoculata
Syllis sexoculata är en ringmaskart som beskrevs av Ehlers 1864. Syllis sexoculata ingår i släktet Syllis och familjen Syllidae. Inga underarter finns listade i Catalogue of Life.